# Sarah Schachner
Sarah Schachner est une compositrice et musicienne américaine qui a travaillé sur des musiques de films, séries télévisées et de jeux vidéo.

## Biographie
Sarah Schachner est née et a grandi dans la banlieue de Philadelphie. Elle commence à jouer du piano à l'âge de cinq ans et du violon à sept ans. Elle a appris a jouer d'autres instruments, tels que de l'alto et du violoncelle, et joue avec sa famille (son père et sa sœur), dans un orchestre et dans un groupe de Jazz.
Sarah Schachner est allée au Berklee College of Music de Boston, pour ensuite rejoindre Los Angeles. Elle commence à travailler avec le compositeur Brian Tyler, qui compose des musiques de films et de jeux vidéos. Il amène Schachner à travailler sur Call of Duty: Modern Warfare 3, elle déclare : « J'ai commencé à faire de la musique de jeux vidéos avec lui et j'ai réalisé à quel point j'aimais travailler sur des jeux ».
Ses inspirations sont diverses, de John Lennon aux Beatles en passant par la bande originale du Dernier des Mohicans. Mais c'est le compositeur Thomas Newman qui lui donne envie de travailler dans la composition de musique original.

## Discographie

### Films
| Année | Titre               | Réalisateur      | Notes                                    |       |
| ----- | ------------------- | ---------------- | ---------------------------------------- | ----- |
| 2010  | Cool It             | Ondi Timoner     | Co-Compositrice avec N'oa Winter Lazerus | [ 5 ] |
| 2010  | She Believe in Fate | Douglas Lamore   | Court-métrage                            | [ 6 ] |
| 2011  | Remains             | Colin Theys      |                                          | [ 6 ] |
| 2012  | Promesas            | Aaron Celious    | Court-métrage                            | [ 6 ] |
| 2013  | Unhung Hero         | Brian Spitz      |                                          | [ 6 ] |
| 2015  | Lazarus Effect      | David Gelb       |                                          | [ 6 ] |
| 2022  | Prey                | Dan Trachtenberg | Compositrice                             | [ 7 ] |

| Année | Titre                | Réalisteur      | Notes                   |       |
| ----- | -------------------- | --------------- | ----------------------- | ----- |
| 2012  | John Dies at the End | Don Coscarelli  | Musiques additionnelles | [ 6 ] |
| 2012  | The Expendables 2    | Simon West      | Arrangements            | [ 6 ] |
| 2013  | Iron Man 3           | Shane Black     | Arrangements            | [ 6 ] |
| 2013  | Insaisissables       | Louis Leterrier | Arrangements            | [ 6 ] |

### Télévision
| Année | Titre        | Chaîne                             | Notes                                       |       |
| ----- | ------------ | ---------------------------------- | ------------------------------------------- | ----- |
| 2010  | Brew Masters | Discovery Channel                  |                                             | [ 6 ] |
| 2011  | The Troop    | Nickelodeon (chaîne de télévision) |                                             | [ 6 ] |
| 2015  | Chef's Table | Netflix                            | Épisode : "Massimo Bottura" et "Jordi Roca" | [ 6 ] |

### Jeux vidéo
| Année | Titre                           | Studio          | Notes                                           |        |
| ----- | ------------------------------- | --------------- | ----------------------------------------------- | ------ |
| 2014  | Assassin's Creed Unity          | Ubisoft         | Co-compositrice avec Chris Tilton et Ryan Amon  | [ 2 ]  |
| 2016  | Call of Duty: Infinite Warfare  | Activision      |                                                 | [ 8 ]  |
| 2017  | Assassin's Creed Origins        | Ubisoft         |                                                 | [ 9 ]  |
| 2019  | Anthem                          | Electronic Arts |                                                 | [ 10 ] |
| 2019  | Call of Duty: Modern Warfare    | Activision      |                                                 | [ 11 ] |
| 2020  | Assassin's Creed Valhalla       | Ubisoft         | Co-compositrice avec Jesper Kyd et Einar Selvik | [ 12 ] |
| 2022  | Call of Duty: Modern Warfare II | Activision      |                                                 |        |

| Année | Titre                             | Studio          | Notes                                                         |       |
| ----- | --------------------------------- | --------------- | ------------------------------------------------------------- | ----- |
| 2011  | Call of Duty: Modern Warfare 3    | Activision      | Arrangements - Guitare, violon                                | [ 6 ] |
| 2011  | Need for Speed: The Run           | Electronic Arts | Arrangements - Guitare                                        | [ 6 ] |
| 2012  | Far Cry 3                         | Ubisoft         | Musiques additionnelles - Guitare, violoncelle, violon & voix | [ 6 ] |
| 2013  | Army of Two : Le Cartel du diable | Electronic Arts | Musiques additionnelles - Violoncelle, violon                 | [ 6 ] |
| 2013  | Assassin's Creed IV Black Flag    | Ubisoft         | Musiques additionnelles                                       | [ 6 ] |

## Distinctions

### Nominations
- International Film Music Critics Association :  Meilleur musique pour un jeu vidéo ou un média interactif pour Assassin's Creed Unity
- National Academy of Video Game Trade Reviewers :  Song Collection pour Call of Duty: Infinite Warfare